# Félix de Bizancio
Félix (en griego: Φήλιξ), que murió en el año 141) fue el obispo de Bizancio durante cinco años, de 136-141. 
Sucedió al Obispo Eleuterio. Durante su episcopado, ejercieron su poder en Roma los emperadores Adriano y Antonino Pio. Su sucesor fue Policarpo II.
| Predecesor: Eleuterio de Bizancio | Obispo de Bizancio 136-141 | Sucesor: Policarpo II de Bizancio |